# Entada rheedei
Entada rheedei Spreng., comunemente nota come erba dei sogni africana, è una grande liana legnosa rampicante della famiglia delle Fabaceae. La liana può crescere fino a lunghezze di 120 m. I suoi semi hanno un tegumento spesso e resistente che consente loro di sopravvivere a lunghi periodi di immersione in acqua di mare.

## Distribuzione e habitat
I suoi semi si trovano sulle spiagge dell'Africa orientale e meridionale, poiché le piante crescono sulle rive dei fiumi e degli estuari e nelle foreste paludose. A causa della sua facile dispersione via mare, Entada rheedei è ampiamente distribuita nelle aree tropicali e subtropicali (escluse le Americhe): Africa tropicale, Africa meridionale, Asia tropicale e Queensland.

## Usi

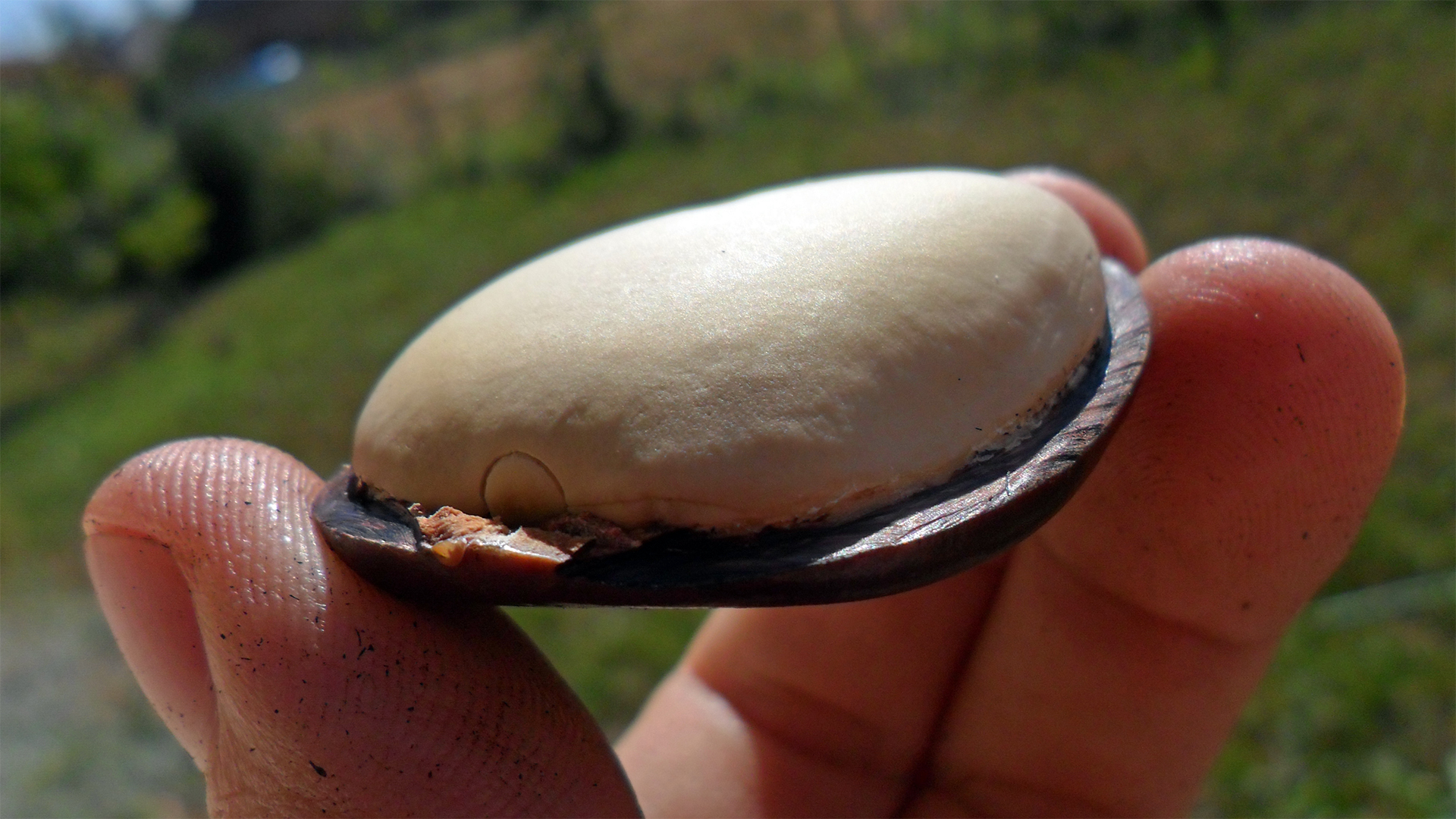
Seme aperto di E. rheedei

Questa specie è impiegata nella medicina tradizionale africana per indurre sogni vividi. La polpa interna del seme viene consumata direttamente oppure tritata, essiccata, mescolata con altre erbe come il tabacco e fumata appena prima di dormire per indurre i sogni desiderati.
La pianta viene utilizzata anche come unguento topico contro l'ittero, il mal di denti, le ulcere e per curare problemi muscolo-scheletrici. I semi sono ricercati come gioielli e come portafortuna.